# Pompa respiratoria
Si definisce pompa respiratoria quel meccanismo che contribuisce al ritorno venoso tramite il susseguirsi dei moti respiratori: inspirazione ed espirazione.

## Funzionamento
Durante l'inspirazione la pressione intratoracica diminuisce (viene definita negativa) raggiungendo il valore -6 mmHg, il diaframma si abbassa aumentando così la pressione intraddominale favorendo il ritorno del sangue al cuore.
Durante l'espirazione, invece, la pressione intratoracica aumenta raggiungendo il valore di -3 mmHg, il diaframma si alza determinando una compressione del sangue nelle vene addominali, favorendo così il flusso sanguigno verso gli arti inferiori.
La pompa polmonare è il frutto dell'attività dei polmoni all'interno di una gabbia toracica con scheletro osteo-cartilagineo che permette il variare della pressione all'interno della stessa e favorendo così il Ritorno Venoso al cuore in particolare l'inspirazione ampliando la gabbia toracica crea pressione negativa depressione che favorisce lo svuotamento del ventricolo destro oltre al suo riempimento e quindi favorisce senza opporre resistenza il riempimento dell'atrio sinistro e del ventricolo sinistro dopo la contrazione dello stesso (sistole). Un problema nella pompa polmonare si manifesta immediatamente sul piccolo circolo o polmonare. La pompa polmonare ha un significato importantissimo nell'equilibrio del circolo sanguigno in quanto, mentre il cuore sinistro è progettato per lavorare contro RESISTENZA, vedi Ipertensione essenziale, il ventricolo destro non sopporta variazioni dell'ordine anche di pochi millimetri di Mercurio (circa 5 mmHg). Una pressione superiore ai 50 mmHg è vera Ipertensione Polmonare che porta all'insufficienza cardio-polmonare. Un esempio: le apnee notturne ostruttive e la BPCO.